# Bouafles
Bouafles település Franciaországban, Eure megyében. Lakosainak száma 647 fő (2022. január 1.). Bouafles Les Andelys, Courcelles-sur-Seine, Hennezis, Port-Mort, Vézillon és Villers-sur-le-Roule községekkel határos.

## Népesség
A település népességének változása:
| Lakosok száma | 256  | 469  | 682  | 630  | 640  | 643  | 653  | 661  | 663  | 647  |
|               | 1968 | 1982 | 1990 | 2006 | 2013 | 2015 | 2017 | 2019 | 2020 | 2022 |